# Azaperona
Azaperona (Stresnil, Fluoperidol) é uma droga neuroléptica piridinilpiperazina e butirofenona com efeitos sedativos e antieméticos, a qual é principalmente usa adcomo um tranquilizante em medicina veterinária. É usada principalmente em porcos e elefantes.